# Josef Pöttinger
Josef Pöttinger (16. travnja 1903. – 9. rujna 1970.) je bio njemački nogometaš i trener. Imao je nadimke Sepp i Pötschge. Tijekom igračke karijere, igrao je za Bayern München, uz 14 nastupa za njemačku reprezentaciju.

## Karijera

### Igrač
Pöttinger je s tek 16 godina debitirao u dresu Bayern Münchena. Igrao je na poziciji napadač, poznat po svojoj izvrsnoj tehnici. Njegovi su ga protivnici često brutalno kršili samo da bi ga zaustavilli. To je dovelo do učestalih ozljeda Pöttingera, i preuranjenog umirovljenja.
Kad je Bayern osvojio južnonjemačko prvenstvo 1925./26., Pöttinger je imao efikasnih 57 postignutih pogodaka. Godina 1928. je donijela njegove najveće uspijehe s klubom, kada su došli do polufinala njemačkog prvenstva. Karijeru je završio 1930. godine zbog teže ozljede koljena.

### Reprezentacija
Svoj prvi nastup za njemačku reprezentaciju, Pöttinger je imao 18. travnja 1926. u Düsseldorf protiv Nizozemske. U pobjedi 4:2, postigao je tri pogotka. S reprezentacijom je nastupao i na Olimpijskim igrama 1928. godine.

### Trener
Pöttinger je u svojoj karijeri trenirao VfB Pankow, SV Jenu, Teutoniju München, VfB Stuttgart, FC Bayern München, FC Lichtenfels, i BC Augsburg.

## Vanjske poveznice
- Profil na "weltfussball.de"
- Profil na "fussballdaten.de"